# Leonard Warren

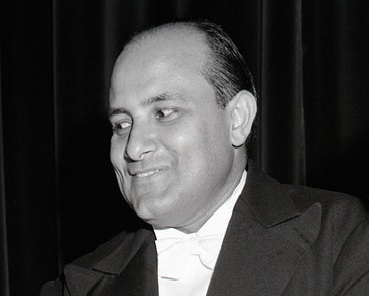
Leonard Warren

Leonard Warren (* 21. April 1911 in New York City; † 4. März 1960 ebenda) war ein amerikanischer Opernsänger (Bariton).

## Leben
Warren wurde in den USA geboren. Er stammte von russischen Vorfahren ab, deren Nachname Warenoff amerikanisiert worden war, als Leonard Warrens Vater in die Vereinigten Staaten übersiedelte.
Warren war ab 1935 Mitglied des Radio City Musical Chors; 1938 bekam er ein Stipendium, das ihm das Studium in Italien ermöglichte. Im selben Jahr debütierte er an der Metropolitan Opera mit Auszügen aus den Opern La traviata und Pagliacci. Seine erste wirkliche Opernrolle war 1939 der Paolo in Verdis Simon Boccanegra. 
Im Jahre 1944 sang Leonard Warren in dem Musicalfilm Irish Eyes Are Smiling zwei Kompositionen des Komponisten Ernest Ball. Der Sänger wurde schnell zum Publikumsliebling und trat in vielen amerikanischen Opernhäusern auf, aber auch in der Scala in Mailand (1953) und auf einer Tournee durch die UdSSR 1958. In New York vervollkommnete er seine Ausbildung bei Giuseppe De Luca.
Warren galt als vorzüglicher Verdi-Interpret. Erfolge feierte er u. a. als Tonio in Pagliacci, als Escamillo in Carmen und als Scarpia in Tosca. Ein Kollege sagte, um ihn zu charakterisieren, Warren habe Schmerzen verursacht – nämlich durch sein Beharren auf seinem eigenen Willen in allen künstlerischen Belangen, den er seiner Umgebung aufzwang –, aber seine großartige Stimme habe die Betroffenen dafür entschädigt.
Anfang März 1960 brach Warren in New York auf der Bühne zusammen, als er die Arie Urna fatale dal mio destino in der Oper La forza del destino sang, und starb an einer Gehirnblutung. Beigesetzt wurde der Opernsänger auf dem Saint Marys Cemetery in Greenwich (Connecticut).